# تألب ريام
تألب (بخط المسند: 𐩩𐩱𐩡𐩨) هو إله قمري كان إله اتحاد قبائل سُمْعي ضمن مملكة سبأ. ارتبط بالكلأ والماشية والرعي وكان حامياً للقطعان ومانحاً للمطر  وكان هناك مزار مخصص له في جبل ريام شمال صنعاء، وصلت أخباره إلى المصادر الإسلامية.

## المعنى اللغوي
اختلف الباحثون في معنى اسم الإله تألب، فقد اقترح تريتون أن عبادته تطورت من تقديس شجرة التألب في اليمن، قال نشوان الحميري "‌التَّأْلَب شجر من شجر الجبال تُتخذ منه القِسِيّ. واحدته تَأْلَبَة" ويرى آخرون أن اسم تألب يعني حيوان الوعل، ففي لسان العرب "‌والتَأْلَبُ: الوَعِلُ، والأُنثى تَأْلَبةٌ"، في حين اقترح روبرت سارجنت أن اسمه يعني "تُمطِرُ" بمعنى "السماء تمطر"، مقارناً إياه بعبارة "ألَبَت السماء" أي أمطرت.

### ألقابه
يطلق على الإله تألب عدة ألقاب، منها "يرخم، يهرخم" بمعنى الرحيم، وكذلك "ريمن" بمعنى الرفيع، العالي، ولقب باسم "شيمن" بمعنى الحامي، الحارس، كما وصف بأنه "تألب سيد المراعي" (𐩩𐩱𐩡𐩨 𐩨𐩲𐩡 𐩣𐩭𐩡𐩺𐩣).

## عبادته
كانت منطقة جبل ريام مركزاً رئيساً لعبادة "تألب ريام"، وكان له حج سنوي كبير في موعد ثابت يتم إلى مركز ديني يسمى ترعة (𐩩𐩧𐩲𐩩) بني على رأس جبل إتوَة في منطقة هَمْدان ويحرم خلال هذا الحج الصيد والتفاخر بالأنساب أو الإخلال بنظام المعبد أو رعي الماشية، وقد فرضت غرامات على المتجاوزين تمثلت في دفع عُشر الغلال من العِنب والمحاصيل الأخرى، كما يحظر على طائفة معينة من كهان المعبد االاقتراب من النساء وقص الشعر.وكذلك أدى المتعبدون للإله تألب ريام طقس الصيد المقدس، وقدموا له القرابين بأنواعها من تماثيل الحجارة والبرونز وقدموا له الأبناء للخدمة في المعابد وغيرها من الشعائر المعروفة في اليمن القديم.

## في الموروث الإسلامي
يظهر اسم "تألب ريام" في كتب المؤرخين المسلمين اليمنيين، الهمداني ونشوان الحميري، بوصفه أحد ملوك اليمن القديم. تماماً مثل الإله سميدع الذي يظهر في أيضاً بصفته ملك يمني قديم يدعى السميدع بن الهميسع. كما تحدث الهمداني وابن الكلبي عن حج كان يتم في اليمن قبل الإسلام إلى "بيت ريام".

## معرض
- يد برونزية قدمها وهب تألب من بني سخيم لتألب ريام، القرن الثاني أو الثالث الميلادي.
- نقش عربي جنوبي يصف بناء معبد مكرس لتألب في القرن الثالث الميلادي.